# Hütteldorfer Bad
Das Hütteldorfer Bad ist ein im Besitz der Stadt Wien stehendes ehemaliges Sommerbad im 14. Wiener Gemeindebezirk Penzing.

## Geschichte
Wann das Hütteldorfer Bad errichtet wurde, ist nicht genau bekannt. Die früheste bekannte Nennung des Bades stammt aus dem Jahr 1868, als im Gemeinderat der damals noch selbständigen Gemeinde Hütteldorf über dessen neuerliche Verpachtung beraten wurde. Mit der Eingemeindung der Vororte nach Wien 1891 kam das Schwimmbad in den Besitz der Stadt Wien.
Um das Schwimmbecken verlängern zu können, wurden 1884 der Verwaltung der k.k. priv. Kaiserin Elisabeth-Bahn einige Grundstücksparzellen abgekauft. Zusätzlich sollte eine eigene Wasserleitung errichtet werden, um das bisher mit Wasser aus dem nahen Mühlbach versorgte Bad mit Wasser beliefern zu können.
Ab 1920 übernahm die Stadt Wien die Leitung des Bades selbst. 
Das Bäderkonzept 1968 der Gemeinde Wien sah zwar noch den Ausbau des Hütteldorfer Bades vor, wegen Platzmangel auf dem kleinen Grundstück waren zeitgemäße Erweiterungen nicht möglich. 1979 wurde das Hütteldorfer Bad im heutigen Ferdinand-Wolf-Park schließlich doch geschlossen. Als Ersatz war so wie für das Baumgartner Bad das 1993 eröffnete Waldbad Penzing (ab Dezember 2009 Hallenbad Hütteldorf) vorgesehen.

## Beschreibung
Das Hütteldorfer Bad verfügte 1961 auf einem 2.800 Quadratmeter großen Grundstück über zwei je 25 × 11,5 Meter große Schwimmbecken, 154 Kabinen, 230 Kästchen und 187 Haken. Platz bot es etwa 2.400 Badegästen.